# Stollberg/Erzgeb.

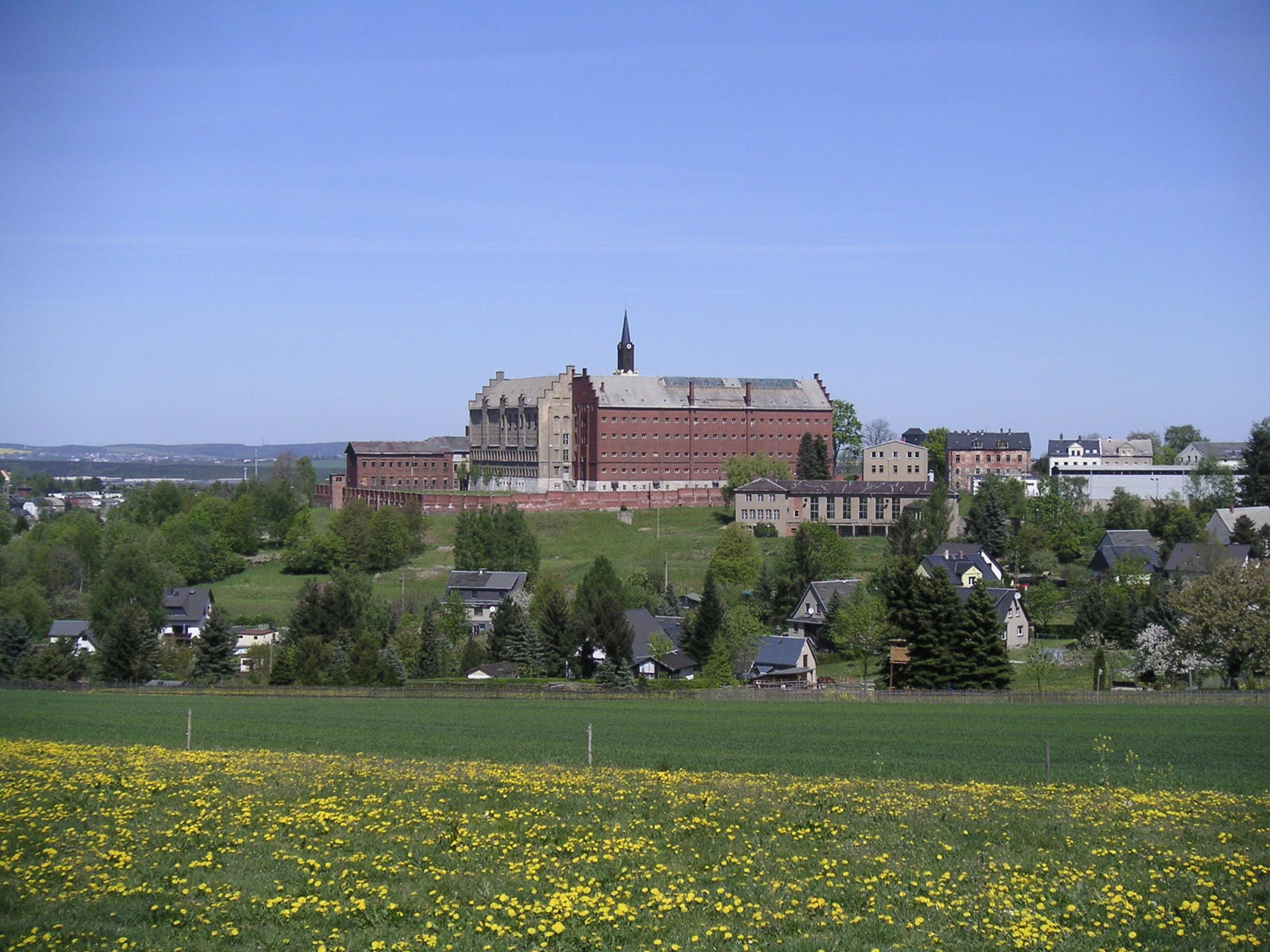
Schloss Hoheneck

Stollberg/Erzgeb. ist eine Große Kreisstadt im Erzgebirgskreis in Sachsen (Deutschland). Sie ist Sitz der Verwaltungsgemeinschaft Stollberg/Niederdorf.

## Geographie
Stollberg liegt am Nordrand des Erzgebirges, etwa 20 km südwestlich von Chemnitz und ca. 15 km nordöstlich von Aue im Tal des Gablenzbaches. Nordwestlich von Stollberg liegt das Erzgebirgische Becken mit dem ehemaligen Lugau-Oelsnitzer Steinkohlenrevier. Südöstlich von Stollberg mit den umliegenden Höhen von 400 bis 450 m steigen Höhen bis zum mittleren Erzgebirge auf über 1000 m an. Die Kernstadt (einschließlich Hoheneck) hatte 8.998 Einwohner (Stand 9. Mai 2011). Im Gebiet der Stadt Stollberg befindet sich die Talsperre Stollberg, die durch den Unteren Querenbach aufgestaut wird.

### Nachbarorte
| Oelsnitz/Erzgeb. | Niederwürschnitz                            | Niederdorf |
| Hartenstein      | Kompassrose, die auf Nachbargemeinden zeigt | Thalheim   |
|                  | Lößnitz                                     | Zwönitz    |

### Stadtgliederung
Neben dem eigentlichen Hauptort gehören folgende Ortsteile (mit dem Jahr der Eingemeindung, Angaben vom 9. Mai 2011) zu Stollberg:
| - Beutha (1999), 582 Einwohner - Gablenz (1974), 632 Einwohner - Hoheneck (1923), 624 Einwohner - Mitteldorf (1952), 799 Einwohner | - Oberdorf (1974), 327 Einwohner - Raum (1999), 271 Einwohner |

## Geschichte

### 12. bis 16. Jahrhundert
Seit Jahrhunderten bildet Stollberg den Mittelpunkt einer naturräumlich-historischen Kulturlandschaft. Die Ursprünge der erstmals im Jahre 1343 als Stadt (Civitas) genannten Siedlung Stollberg liegen in der Zeit der Erstbesiedlung des Erzgebirges. Die ersten Besitzer der Stal(e)burc (erstmalige urkundliche Erwähnung 1244 wohl Fälschung, sicher 1267 Stal-burch) und der dazu gehörigen Herrschaft Stollberg waren die Erkenbertinger, die sich später als Burggrafen von Starkenberg bezeichneten. Ursprünglich stammten sie aus Mainfranken bei Würzburg und tauchten 1088 in der Umgebung des Bischofs von Naumburg auf. Dieser machte sie in Tegkwitz bei Altenburg sesshaft. Erkenbert IV. von Tegkwitz besiedelte Ende des 12. Jahrhunderts die spätere Herrschaft Stollberg, deren Sitz und Zentrum die mittelalterliche Grenzfeste Stal(e)burc war. Nachdem die Schönburger das Gebiet um 1300 übernommen hatten, verkauften sie es im Jahr 1367 an König Wenzel von Böhmen. Die immer mit der Burg in Verbindung stehende Stadt Stollberg wird als solche (civitas) erstmals 1343/46 urkundlich erwähnt, die erste Nennung erfolgte bereits im Jahr 1296. Das Marktrecht der Stadt ist ebenfalls ab 1343 belegt. Der Name der Stadt wandelte sich von „Stolburg“ (1412) zu „Stolbergk“ (1459).
Die Burg und Stadt Stollberg gingen im Jahr 1459 als böhmisches Lehen an Sachsen über. Im Jahre 1473 gelangten sie an das Geschlecht derer von Schönberg und 1564 an die Wettiner Herrschaft. Aus der Herrschaft Stollberg wurde nun das kurfürstlich-sächsische Amt Stollberg. Die Staleburc wurde zu einem kurfürstlichen Jagdschloss umgebaut, welches jedoch durch einen Brand im Jahr 1602 und wiederholt im Dreißigjährigen Krieg (1618 bis 1648) zerstört wurde.
In der Nähe der einstigen Furt durch den Fluss Gablenz kreuzten sich zwei wichtige Handelsstraßen. Der Böhmische Steig führte von Altenburg nach Prag. Die Chemnitzer Straße verlief zwischen der gleichnamigen Stadt und Dresden. So kamen häufig Handels- und Fuhrleute in die Stadt, die man wegen ihrer zweirädrigen Karren, mit denen sie vor allem Salz und Erze transportierten, als „Kärrner“ bezeichnete. An sie erinnert bis heute die Sage vom „Kärrner von Stollberg“.

### 17. bis 19. Jahrhundert
Im 17. Jahrhundert wurde das Schloss Stollberg als Untersuchungsgefängnis genutzt. Zu dessen Zweck wurde ein neuer Bergfried (der heutige Uhrenturm) im Hohen Eck errichtet, wovon sich ab 1706 der neue Name Schloss Hoheneck und der darum entstandenen Siedlung Hoheneck ableitete. Der Name „Hoheneck“ erschien erstmals im Jahr 1704 als amtliche Bezeichnung auf einem Lehensschein. Durch einen Brand in der Herrengasse wurden im Jahr 1809 die Herrengasse, der Markt mit dem Rathaus, die Knabenschule und die Pfarre zerstört. Im Jahr 1812 erfolgte die Grundsteinlegung für das Rathaus (heutiges Gebäude des Amtsgerichts). 1815 erfolgte der Wiederaufbau des Schlosses Hoheneck, in dem sich bis 1856 auch das Stollberger Rent- und Justizamt befanden. Die Stadt Stollberg wurde im Jahr 1837 Sitz einer eigenständigen Superintendentur. Die Städtische Sparkasse eröffnete im Jahr 1855.
Stollberg war bis 1856 Sitz des kursächsischen bzw. königlich-sächsischen Amts Stollberg und ab 1856 Sitz des Gerichtsamts Stollberg. Im Jahr 1875 kam die Stadt Stollberg zunächst zur Amtshauptmannschaft Chemnitz.
Mitte des 19. Jahrhunderts setzte die Industrialisierung in Stollberg ein. Im Jahr 1855 begann die Errichtung der großen Fabrikgebäude der 1824 gegründeten Strumpffabrik F. E. Woller. Der Bahnhof Stollberg (Sachs) wurde gleichzeitig mit der Bahnstrecke Stollberg–St. Egidien im Jahr 1879 eröffnet. Durch die Eröffnung der Bahnstrecke Zwönitz–Chemnitz Süd (Abschnitt Zwönitz–Stollberg im Jahr 1889, Abschnitt Stollberg–Chemnitz im Jahr 1895) wurde der Stollberger Bahnhof zu einem Eisenbahnknoten. Auf Schloss Hoheneck wurde im Jahr 1862 die Strafanstalt Hoheneck eröffnet. Um die Wende zum 20. Jahrhundert erhielt die Stadt Stollberg zahlreiche neue Gebäude (1867: Bezirksarmenhaus, 1873: Realschule, 1879: Städtische Gasanstalt, 1886: neues Rathaus, 1898: neues Postamt, 1899: Städtischer Schlachthof, 1903: Königliches Lehrerseminar).

### 20. Jahrhundert bis zur Gegenwart

Karte mit den bei Kriegsende 1945 unbesetzten Orten, darunter die Stadt Stollberg

Am 1. Juli 1910 wurde aus dem südwestlichen Teil der Amtshauptmannschaft Chemnitz die Amtshauptmannschaft Stollberg gebildet, dessen Verwaltungszentrum die Stadt Stollberg wurde. In diesem Zuge erhielt die Stadt Stollberg ein neues Verwaltungsgebäude. Mit Unterstützung der Gewerkschaft Gottes Segen aus Lugau erfolgte im Jahr 1920 die Gründung der Siedlergenossenschaft „Bergmannsheim“ in Stollberg. In der Folgezeit entstand „Am Eichenbusch“ am Nordwestrand der Stadt die erste Siedlung für Bergarbeiter des Lugau-Oelsnitzer Steinkohlenreviers in Stollberg.
Das Adressbuch verzeichnete im Ort u. a. 1928 ein Staatliches Lehrerseminar, eine Bürgerschule und eine Verbandsberufsschule.
Im Jahr 1923 wurde der Ort Hoheneck nach Stollberg eingemeindet. Der Abschnitt Chemnitz–Stollberg der heutigen Bundesautobahn 72 wurde im Jahr 1939 eröffnet.
Am Ende des Zweiten Weltkrieges haben vier besonnene Antifaschisten die gewaltsame Einnahme der Stadt durch US-Truppen verhindert, indem sie das Hissen von weißen Fahnen organisierten: Heinrich Bley, Walter Röhner, Ernst Dittmann und Heinz Rimbach. Der stellvertretende Bürgermeister Johannes Friedrich wurde daher von Wehrmachtssoldaten erschossen. Die Stadt Stollberg wurde am 8. Mai 1945 kurzzeitig von den Amerikanern besetzt. Als gesichert gilt, dass die Stadt und Teile des Landkreises Stollberg nach der Kapitulation der Wehrmacht am 8. Mai 1945 zum unbesetzten Gebiet im Westerzgebirge gehörten, bevor sie nach 42 Tagen den sowjetischen Besatzern übergeben wurden.
Bei der ersten Kreisreform in der DDR wurde die 1939 in Landkreis Stollberg umbenannte Amtshauptmannschaft Stollberg im Jahr 1950 aufgelöst. Dabei kam die Stadt Stollberg an den Landkreis Chemnitz. Durch die zweite Kreisreform in der DDR wurde die Stadt Stollberg Kreisstadt des neu gebildeten Kreises Stollberg im Bezirk Chemnitz (1953 in Bezirk Karl-Marx-Stadt umbenannt). Bereits 1949 wurde in der ehemaligen Bahnerschen Strumpffabrik das Bergarbeiterkrankenhaus eingerichtet. Stollberg erhielt im Jahr 1953 eine Talsperre am Unteren Querenbach. Zwischen 1955 und den 1980er Jahren entstanden die verschiedenen Neubaugebiete der Stadt. Am 1. Januar 1952 wurde die bis dahin eigenständige Gemeinde Mitteldorf eingegliedert. Am 1. Januar 1974 folgten Oberdorf und Gablenz.
Ab 1990 war Stollberg Kreisstadt des sächsischen Landkreises Stollberg. Bei dessen Auflösung im Jahr 2008 wurde der Stadt Stollberg als Ausgleich zum Verlust des Kreissitzes der Titel Große Kreisstadt verliehen. Die Stadt gehört seitdem zum Erzgebirgskreis. Im Jahr 1993 entstanden das Wohngebiet „Zu den Teichen“ und das Gewerbegebiet „Stollberger Tor“ an der A 72. Die im Jahr 2005 erfolgte Eröffnung der A72-Anschlussstelle „Stollberg West“ und die Umgehungsstraße der B180 tragen zu einer besseren Anbindung des Gewerbegebiets bei. Im Jahr 2002 wurde der Bahnhof „Stollberg (Sachs)“ mit den beiden ihn berührenden Bahnstrecken in das Nahverkehrskonzept „Chemnitzer Modell“ eingebunden.
Nach der Schließung der Justizvollzugsanstalt auf Schloss Hoheneck im Jahr 2001 erfolgte ab 2014 die Sanierung und der Umbau der Gebäude für eine räumlich getrennte Nutzung als Gedenkstätte, Freizeittreff und Begegnungsstätte mit Übernachtungsmöglichkeiten. Als erster Schritt wurde im Jahr 2015 eine Gedenkstätte mit original erhaltenem Zellentrakt im Südflügel eingerichtet, in dem auch Führungen stattfinden. 2017 zog die Interaktive Lern- und Erlebniswelt „Phänomenia“ im Nordflügel des Schlosses Hoheneck ein, wodurch sich die ehemalige Justizvollzugsanstalt allmählich zum Kulturzentrum wandelte. Nach dem Umbau des Schlosses wurde 2024 im Westflügel eine Gedenkstätte zur historischen Einordnung des SED-Unrechts und zur Würdigung der Opfer eröffnet. Auch das Theaterpädagogische Zentrum des Erzgebirgskreises „Burattino“ hat seinen Sitz im Westflügel des Schlosses. Die Orgel im Kapellensaal des Westflügels wurde ebenfalls saniert. Im Dachgeschoss des Südflügels zog nach der Sanierung das „Abora Science Center“ ein, auf der die ABORA-Schilfboot-Expeditionen über das Mittelmeer und den Nordatlantik in einer interaktiven Ausstellung vorgestellt werden. Im Neubaugebiet an der Albrecht-Dürer-Straße wurde im Jahr 2008 das Bürgerbegegnungszentrum „das dürer“ eröffnet. Im Jahr 2012 wurde im Stadtzentrum der „Bürgergarten“ wiedereröffnet, wodurch die Stadt Stollberg in der Gegenwart über ein vielfältiges kulturelles Angebot verfügt.

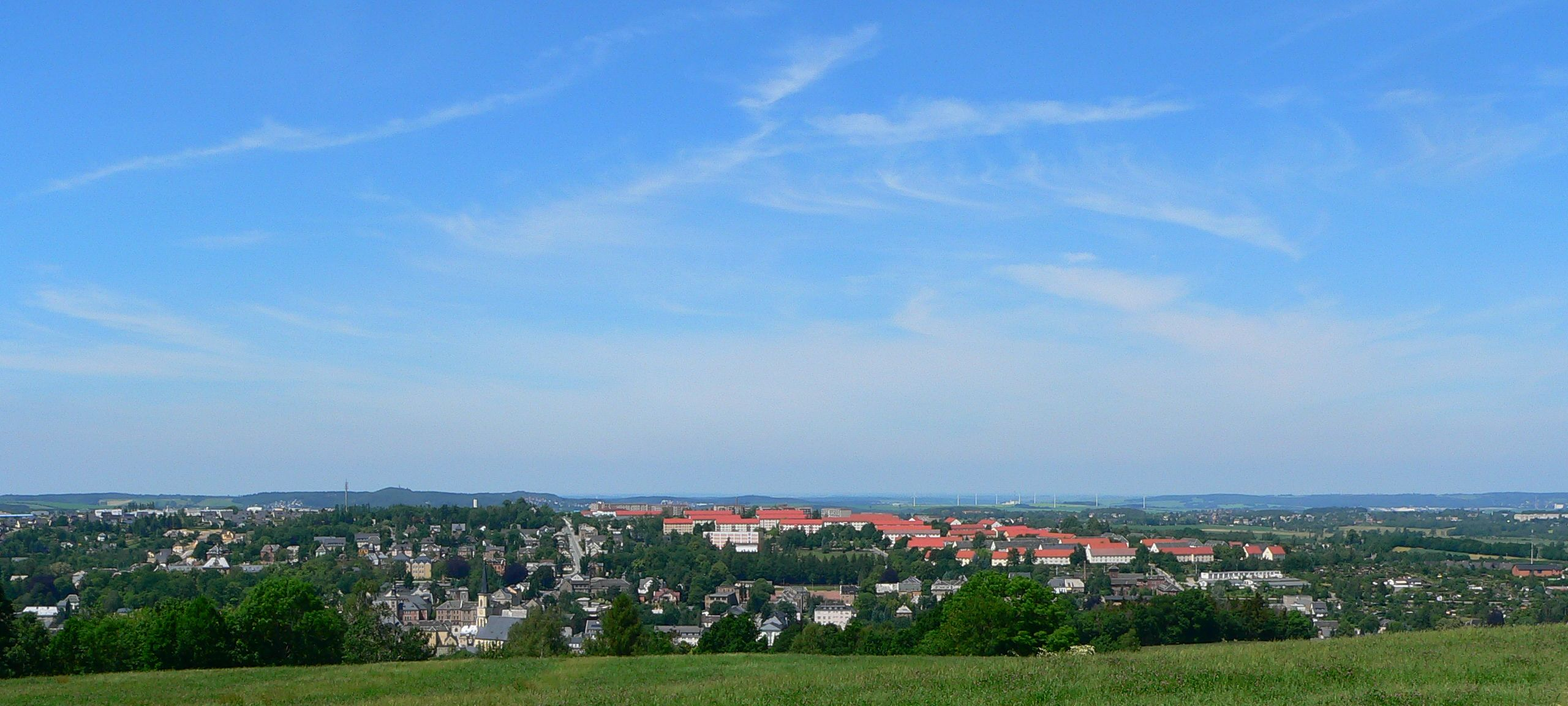
Panorama: Stollberg in Richtung Oelsnitz und Hohenstein-Ernstthal. Am Horizont der Aussichtsturm der „Deutschlandschachthalde“ in Oelsnitz.

### Einwohnerentwicklung
Entwicklung der Einwohnerzahl (ab 1960: 31. Dezember):
| - 1834 – 3.148 - 1946 – 11.208 1) - 1950 – 13.284 2) - 1960 – 13.035 - 1971 – 12.739 - 1981 – 12.379 - 1984 – 12.095 | - 1998 – 13.977 - 1999 – 13.834 - 2000 – 13.680 - 2001 – 13.527 - 2002 – 13.356 - 2003 – 13.152 - 2004 – 12.912 | - 2005 – 12.718 - 2006 – 12.391 - 2007 – 12.191 - 2009 – 11.891 - 2010 – 11.760 - 2011 – 11.576 - 2012 – 11.465 | - 2013 – 11.373 - 2014 – 11.261 - 2015 – 11.380 - 2016 – 11.333 - 2017 – 11.283 - 2018 – 11.303 - 2019 – 11.300 |

Datenquelle ab 1998: Statistisches Landesamt des Freistaates Sachsen
1) 29. Oktober

2) 31. August

## Gedenkstätten
- Ein Ehrenmal im Park des Gymnasiums erinnert seit 1969 an alle Opfer des Faschismus
- Mehrere Steintafeln im Inneren des Carl-von-Bach Gymnasiums erinnern an die im Zweiten Weltkrieg gefallenen Schüler des Gymnasiums.
- Eine Gedenktafel in der Oberschule I (vormals „Alfred-Kempe-Schule“) in der Schulstraße erinnerte zu DDR-Zeiten an den kommunistischen Widerstandskämpfer Alfred Kempe (1898–1945), der im KZ Dachau sein Leben verlor.[14]

## Politik

### Stadtrat
Nach der Stadtratswahl am 9. Juni 2024 ergab sich in Stollberg folgende Sitzverteilung
- FWU (Freie Wählerunion e. V. Stollberg): 8 Sitze (- 3)
- CDU: 5 Sitze (± 0)
- AfD: 4 Sitze (+ 1)
- teamSO – Gemeinsam für Stollberg & Ortsteile: 3 Sitze (+ 3)
- Die Linke: 1 Sitz (− 2)
- Freie Sachsen: 1 Sitz (+ 1)

| Liste                                           | 2024   | 2024   | 2019   | 2019   | 2014   | 2014   |
| Liste                                           | Sitze  | in %   | Sitze  | in %   | Sitze  | in %   |
| ----------------------------------------------- | ------ | ------ | ------ | ------ | ------ | ------ |
| Freie Wählerunion e. V. Stollberg               | 8      | 35,7   | 11     | 46,8   | 11     | 43,9   |
| CDU                                             | 5      | 20,5   | 5      | 24,1   | 6      | 27,9   |
| AfD                                             | 4      | 20,1   | 3      | 16,5   | –      | –      |
| team SO – Gemeinsam für Stollberg und Ortsteile | 3      | 13,1   | –      | –      | –      | –      |
| Linke                                           | 2      | 5,3    | 3      | 12,6   | 5      | 20,0   |
| Freie Sachsen                                   | 1      | 3,3    | –      | –      | –      | –      |
| SPD                                             | –      | 2,1    | –      | –      | –      | 3,3    |
| NPD                                             | –      | –      | –      | –      | –      | 3,7    |
| FDP                                             | –      | –      | –      | –      | –      | 1,2    |
| Wahlbeteiligung                                 | 67,4 % | 67,4 % | 59,1 % | 59,1 % | 45,5 % | 45,5 % |

### Bürgermeister
Im November 2010, im November 2017 und im November 2024 wurde Marcel Schmidt (FWU) im Amt bestätigt. Er absolviert somit zurzeit seine vierte Amtszeit als Oberbürgermeister.
| Wahl | Bürgermeister  | Vorschlag | Wahlergebnis (in %) |
| ---- | -------------- | --------- | ------------------- |
| 2024 | Marcel Schmidt | FWU       | 93,3                |
| 2017 | Marcel Schmidt | FWU       | 64,8                |
| 2010 | Marcel Schmidt | FWU       | 96,7                |
| 2004 | Marcel Schmidt | Schmidt   | 72,1                |
| […]  |                |           |                     |
| 1994 | Mathias Wirth  | parteilos | 68,3                |

### Wappen und Flagge
|  |  |

| | Blasonierung: „Geteilt, oben eine silberne Kirche mit rotem Dache in Gold, unten in Rot ein blauer Pfahl mit einer goldenen Krone belegt.“ |
| Wappenbegründung: Das heutige Stadtwappen zeigt, dass Stollberg zu den ältesten Stadtsiedlungen Sachsens gehört. In J. Siebmacher's grosses und allgemeines Wappenbuch (Verlag Bauer & Raspe, 1885, Nürnberg) heißt es: „Stollberg, Stadt im Königreich Sachsen, Sitz einer Dynastischen Familie gleichen Namens im 13. Jahrhundert, dann den Schönburgern gehörig und durch Verplünderung im 15. Jahrhundert an Kursachsen gelangt, führt getheiltes Schild, oben eine weisse Kirche mit rotem Dache in Gelb, unten in Rot ein blauer Pfahl mit einer gelben Krone belegt.“ Die drei Dörfer, die Stollberg vorangingen, gehörten zur Herrschaft Stollberg, die von den Herren von Schönburg als Reichslehen regiert wurde. Sie wurde 1367 an das Königreich Böhmen verkauft, 1422 von der Markgrafschaft Meißen erworben und 1459 vom Kurfürstentum Sachsen übernommen, wobei sie weiterhin ein böhmisches Lehen blieb. 1473 wurde sie von den Herren von Schönburg zurückgewonnen. 1564 erlangten die sächsischen Kurfürsten aus dem Geschlecht der Wettiner die vollständige Kontrolle. Stollberg erhielt 1343 das Stadtrecht. Das Wappen basiert auf einem Stadtsiegel aus dem 13. Jahrhundert, das im Wesentlichen das gleiche Muster zeigte. Die Kirche, die zumindest bis 1989 vollständig rot war, gilt als Darstellung der örtlichen Pfarrkirche, die der Heiligen Maria geweiht ist. Die Krone und die Tinkturen Rot und Blau im unteren Teil beziehen sich ebenfalls auf sie als Himmelskönigin. Die Stadt Stollberg führt eine horizontal rot-gelb gestreifte vertikale Flagge mit dem zentriert aufgelegten Wappen und dem zweizeiligen Schriftzug „Stollberg Erzgeb.“ im oberen Viertel. | |

### Städtepartnerschaften
- Montigny-en-Gohelle in Frankreich, seit den 1960er Jahren
- Nördlingen in Deutschland / Bayern, seit 1991
- Tamási in Ungarn

## Kultur und Sehenswürdigkeiten

### Vereine
- FC Stollberg e. V.[20]
- DRK Ortsverband Stollberg/Lugau[21]
- Schützenverein Hoheneck e. V.[22]
- Stollberger Tafel[23]
- SKV 9 Pins e. V. Stollberger Sportkegelverein[24]
- Stollberger Meisterkonzerte e. V.

### Kultureinrichtungen
- Bürgergarten Stollberg[25]
- Begegnungszentrum „das dürer“[26]

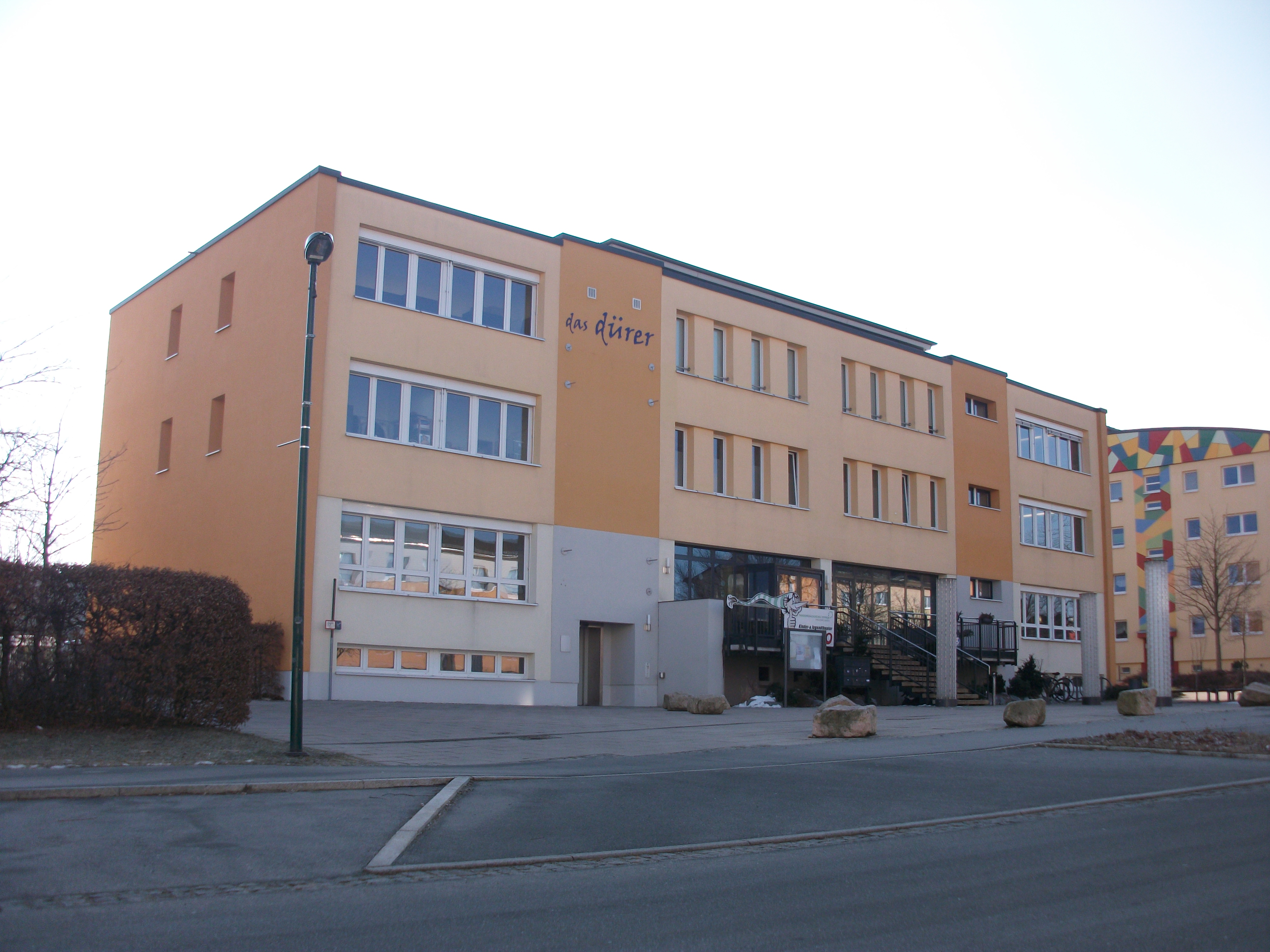
Begegnungszentrum „das dürer“ in Stollberg

- Theaterpädagogisches Zentrum des Erzgebirgskreises „Burattino“[12]
- Interaktive Lern- und Erlebniswelt „Phänomenia“ auf Schloss Hoheneck[9]

### Bauwerke

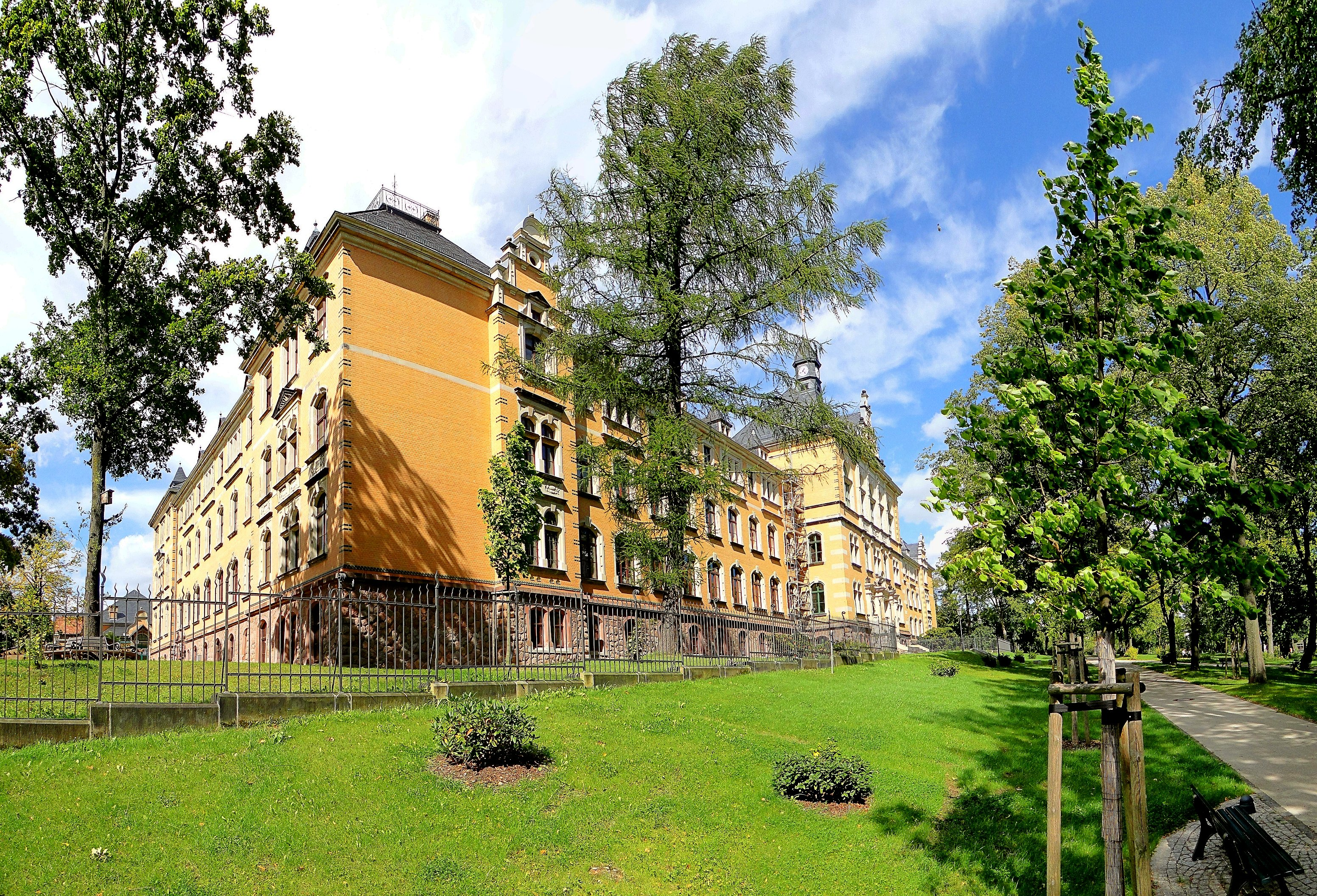
Carl-von-Bach-Gymnasium

- Das von weitem sichtbare Schloss Hoheneck diente ab den 1860er Jahren zunächst als sächsisches „Weiberzuchthaus“ und war später als größtes Frauengefängnis für politisch Verfolgte der DDR bekannt. Es ist heute eine Gedenkstätte.[27]
- Sehenswert sind das Rathaus sowie die gotische Jakobikirche.
- Die kleine katholische Marienkirche ist mit einem wertvollen Altar ausgestattet.
- Das Carl-von-Bach-Gymnasium in einem Jugendstilgebäude mit sehenswerter Aula mit Wandgemälden von Otto Fritzsche, das nur für Schüler, Lehrer und zu öffentlichen Anlässen (Chorvorführungen, Theateraufführungen) zugänglich ist. Es wurde 1903 als Königlich Sächsisches Lehrerseminar vom Architekten Conrad Canzler erbaut und beherbergte später die Hans-Beimler-Oberschule, die auch als Internat diente und nach der Wende in das Carl-von-Bach-Gymnasium umgewandelt wurde.
- Die Querenbachtalsperre am Rande der Stadt dient als Trinkwasserspeicher und Naherholungsgebiet

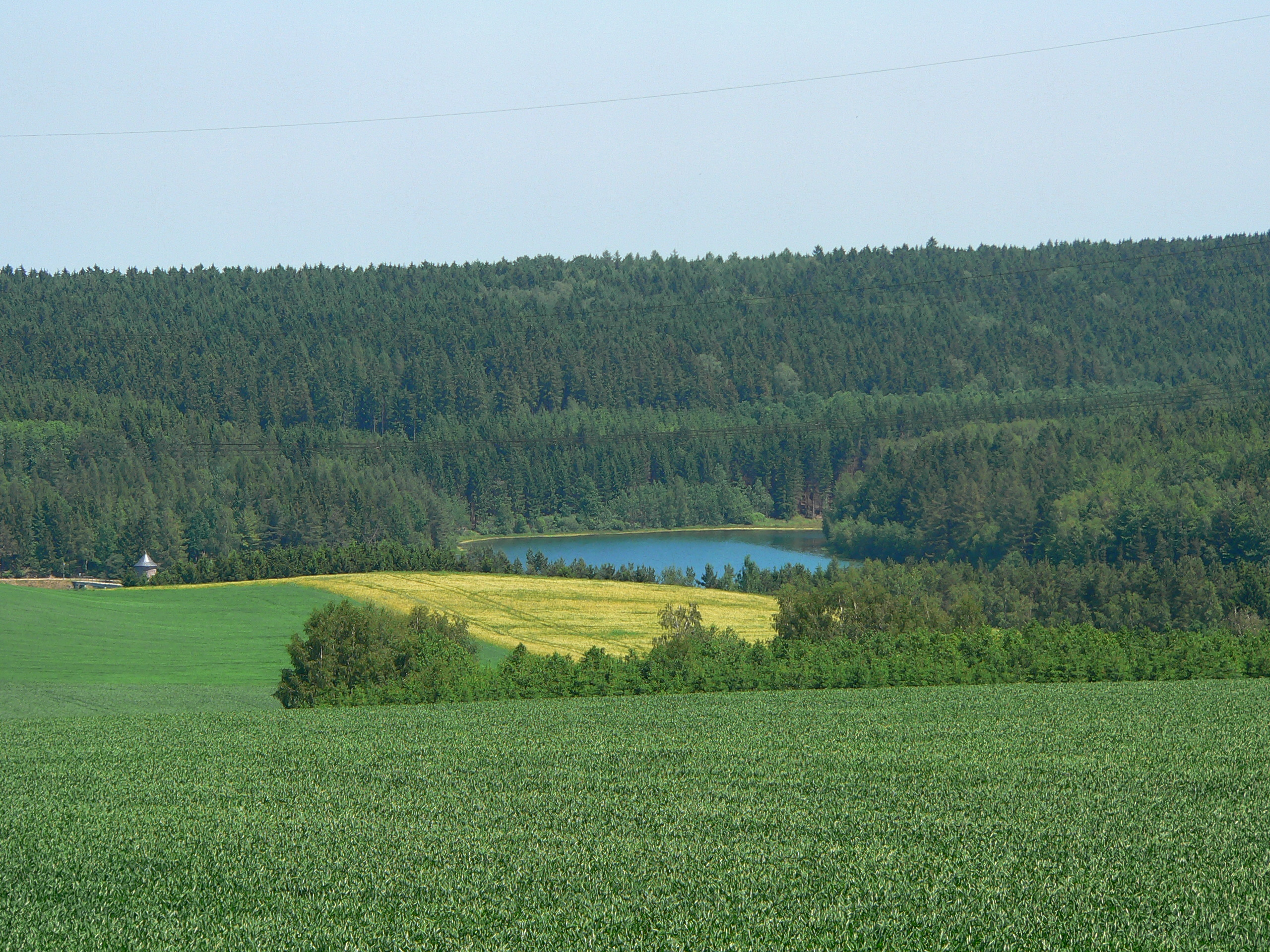
Am Rand von Stollberg gelegene Trinkwassertalsperre

### Parks

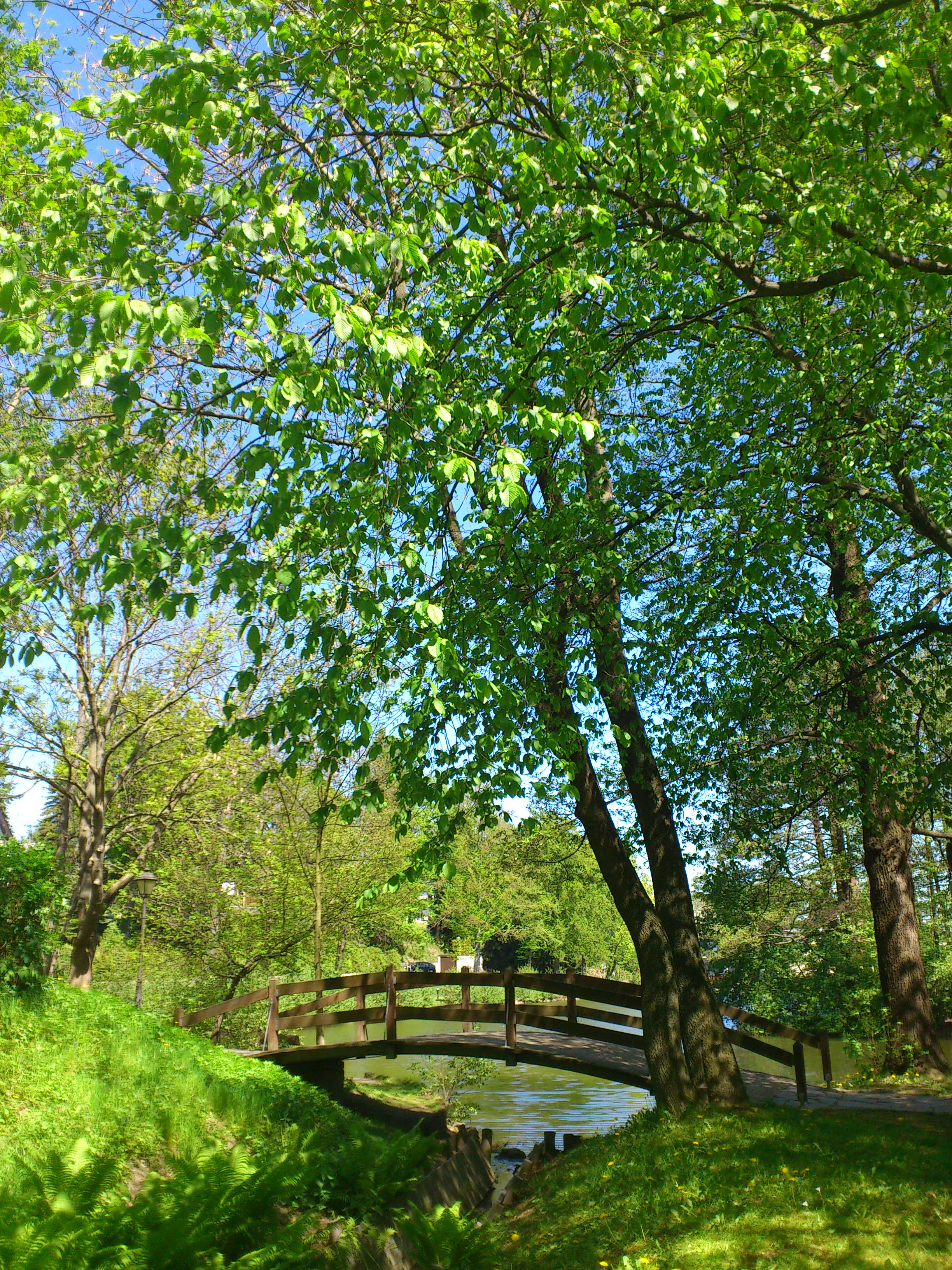
Blick auf den Walkteich

- Vor dem Carl-von-Bach-Gymnasium befindet sich ein Park mit vielfältigem Bewuchs und zahlreichen Nistmöglichkeiten. Außerdem gibt es ein Kriegsdenkmal mit der Inschrift „DIE TOTEN MAHNEN“, das an alle Gefallenen aus dem Ersten und Zweiten Weltkrieg erinnert und 2005 saniert wurde. Im Gymnasium selbst sind an den Wänden des Treppenaufganges vor der Aula sechs Jugendstil-Steintafeln angebracht, die mit goldener Schrift alle Namen von Schülern des Gymnasiums verzeichnen, die im Krieg gefallen sind.
- Weitere Parks in Stollberg sind der Marienpark mit der Marienkirche am Ende der Herrenstraße und der Bürgerpark am Ortseingang von Stollberg aus Richtung Niederwürschnitz mit einer guten Aussicht über die umliegende Gegend. In Richtung Mitteldorf befinden sich der Walkteich mit kleinem Park und sehr schönem, neu gebauten Spielplatz.
- Demgegenüber, Richtung Rosental, liegt der kleine, 2007 neugestaltete Pionierpark mit neu errichteter Freilichtbühne, in unmittelbarer Nachbarschaft zur Downhillstrecke (Bikercross oder Four Cross) und Skihang mit Skilift am Wasserturm.

### Naturschutz
- Siehe auch: Liste der Naturdenkmale in Stollberg/Erzgeb.

### Regelmäßige Veranstaltungen
- Altstadtfest
- Bauernmarkt
- Walkteichfest mit Hexenfeuer und Stollberger Stadtlauf:
Nach dem Hexenfeuer in der Walpurgisnacht findet jeweils am 1. Mai eines Jahres der vom örtlichen Skiverein in Zusammenarbeit mit der Stadtverwaltung organisierte Stadtlauf rund um den Walkteich statt. Dabei werden Lauflängen entsprechend den Altersklassen angeboten. Für Erwachsene gelten zwei Runden zu je 400 Meter.[28]
- Weihnachtsmarkt mit Pyramidenanschieben und Bergmannsparade (2. Advent)
- Stollberger Meisterkonzerte in der Aula des Carl-von-Bach-Gymnasium (Jugendstil)

## Wirtschaft und Infrastruktur

### Wirtschaft
Stollberg besitzt zwei entwickelte Gewerbegebiete, den Gewerbepark mit 6 ansässigen Firmen sowie das Gewerbegebiet am Stollberger Tor mit 40 Firmen. Beide Gewerbegebiete liegen direkt an der A 72 und sind durch die Abfahrten Stollberg-Nord und Stollberg-West zu erreichen.

### Medien
Für die Stadt und den Erzgebirgskreis sendet der Regionalsender Kanal Eins in den Kabelnetzen täglich ein Programm.

### Verkehr
- Stollberg hat zwei Abfahrten an der A 72 Hof–Chemnitz–Leipzig. Die Bundesstraße 180 verläuft in Ost-West-Richtung durch das Stadtgebiet Stollberg. Im Süden der Stadt ist an diese auch die Bundesstraße 169 angebunden. Im Stadtzentrum bzw. nördlich der Stadt wurde die B 169 zwischenzeitlich zur Staatsstraße S 258 herabgestuft.
- Eine Regionalstadtbahn-Linie der City-Bahn Chemnitz verbindet den Bahnhof Stollberg (Sachs) mit dem Oberzentrum Chemnitz im 30-Minuten-Takt. Sie nutzt die Eisenbahnstrecke Stollberg–Chemnitz sowie das Chemnitzer Straßenbahnnetz und bietet damit eine umsteigefreie Verbindung in die Chemnitzer Innenstadt. Siehe auch: Chemnitzer Modell
- Außerdem existiert die konventionelle Eisenbahnstrecke Stollberg–St. Egidien, im SPNV ebenfalls von der City-Bahn Chemnitz bedient.
- Geplant ist der Bau einer weiteren Strecke nach Niederwürschnitz im Rahmen des Chemnitzer Modells.
- Mehrere Buslinien, die mit Anschlüssen an den Schienenverkehr zum Teil im Takt verkehren, verbinden Stollberg mit dem Umland und erschließen die Stadt.
- Sämtliche Bus- und Bahnlinien verkehren nach dem Tarif des Verkehrsverbundes Mittelsachsen.

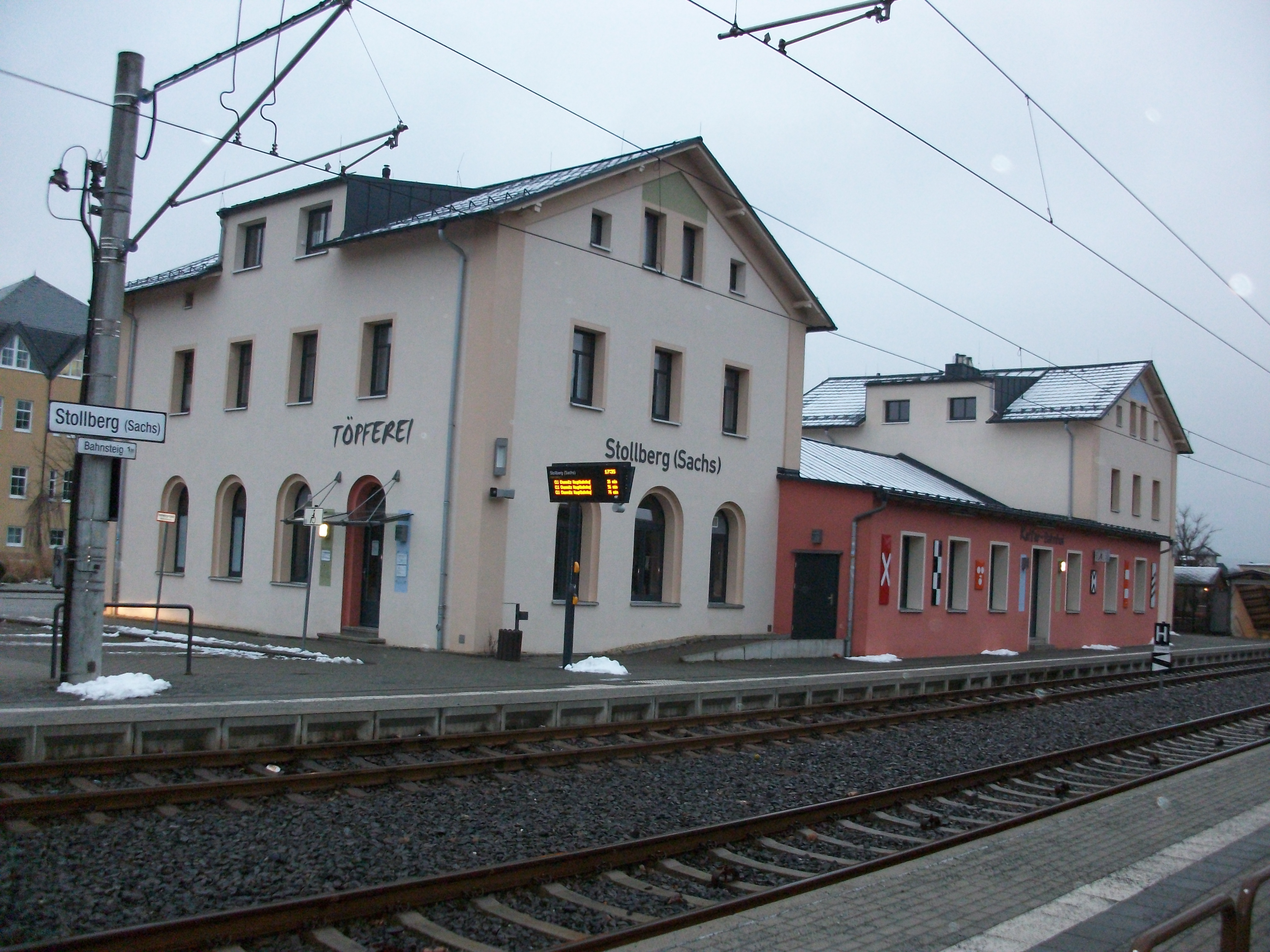
Empfangsgebäude des Bahnhofs Stollberg (Sachs) (2016)
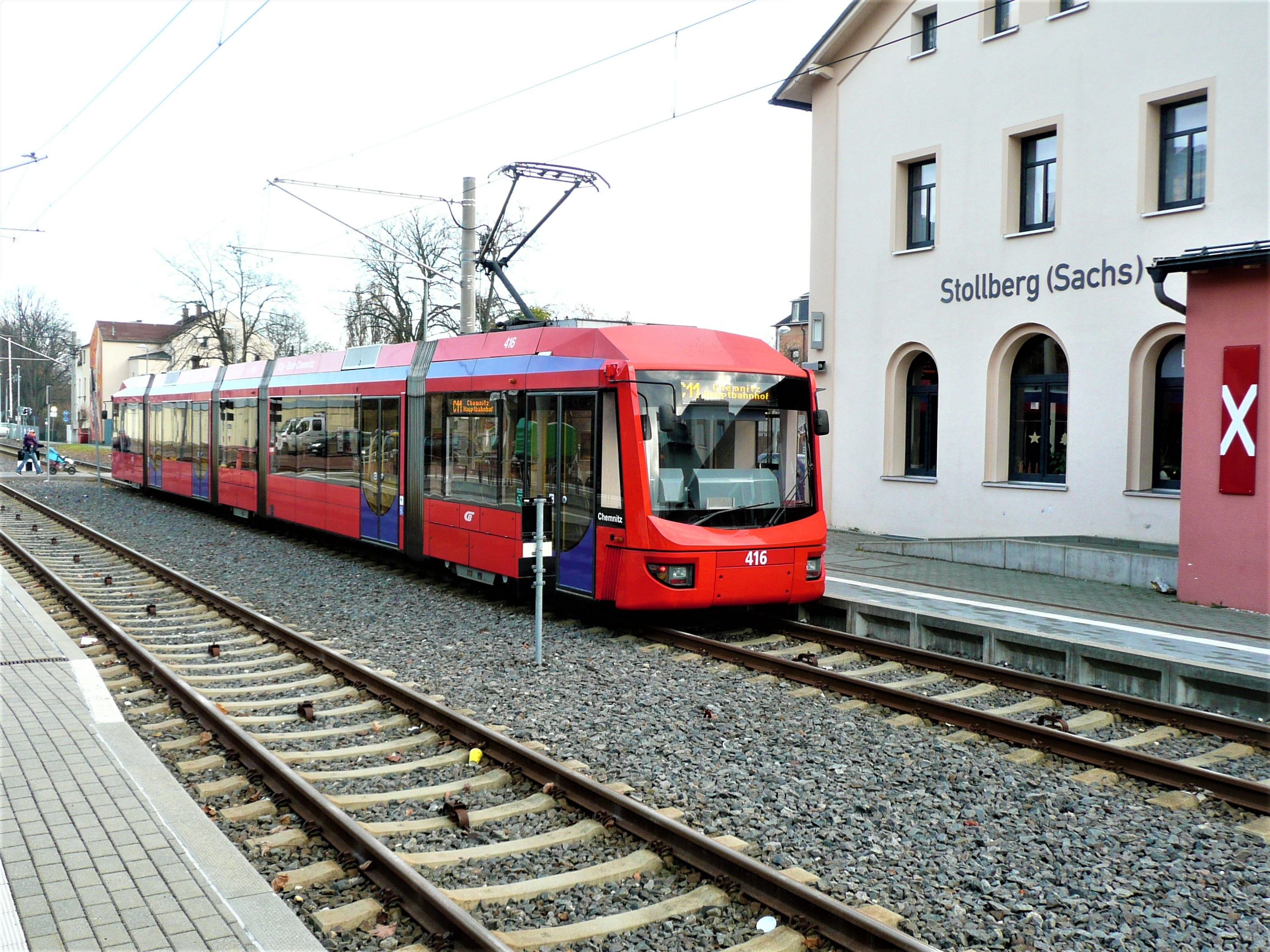
Variobahn-Triebwagen 416 der City-Bahn Chemnitz im Bahnhof Stollberg (2017)
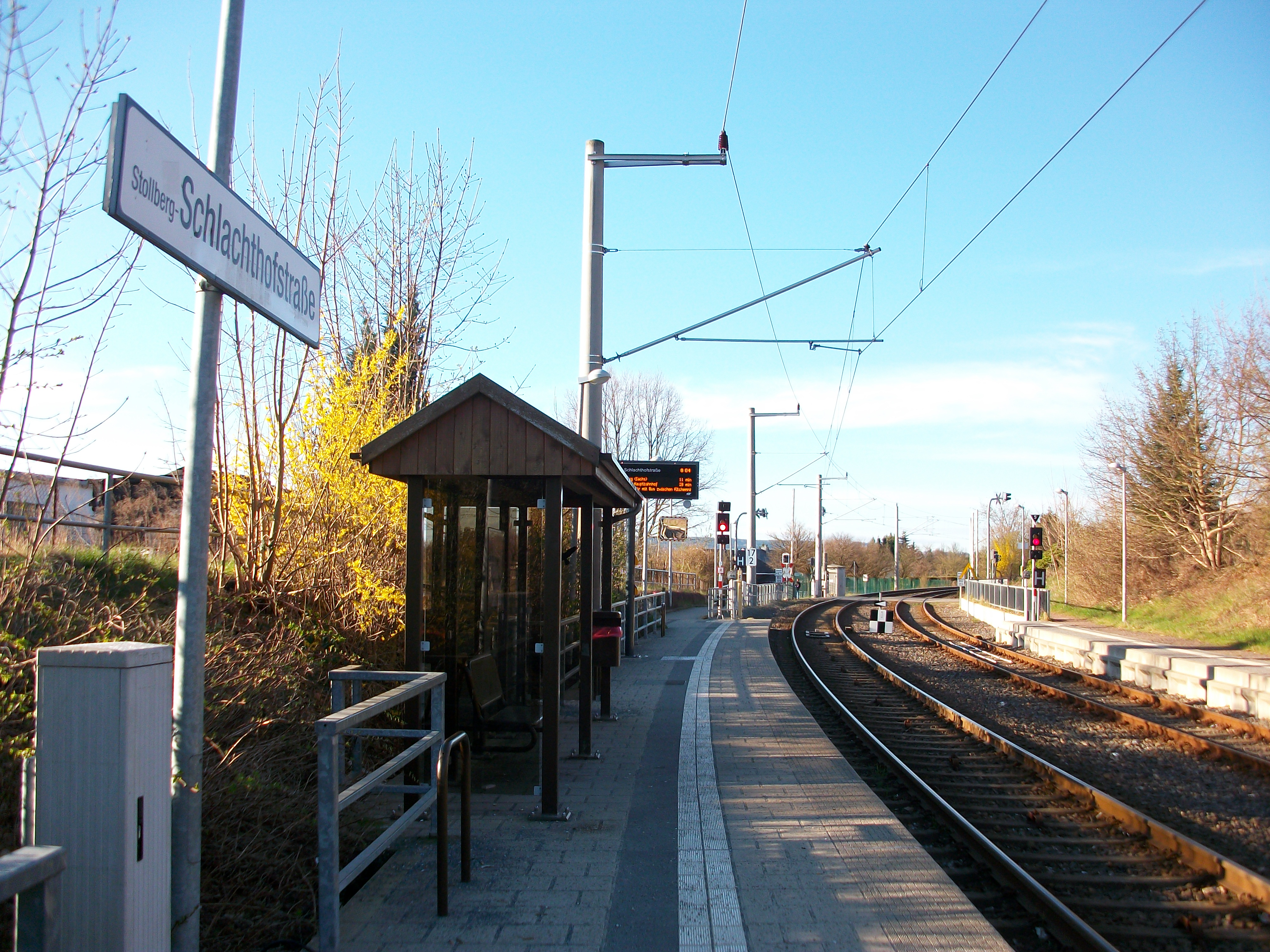
Haltepunkt Stollberg-Schlachthofstraße (2016)

### Medizinische Versorgung

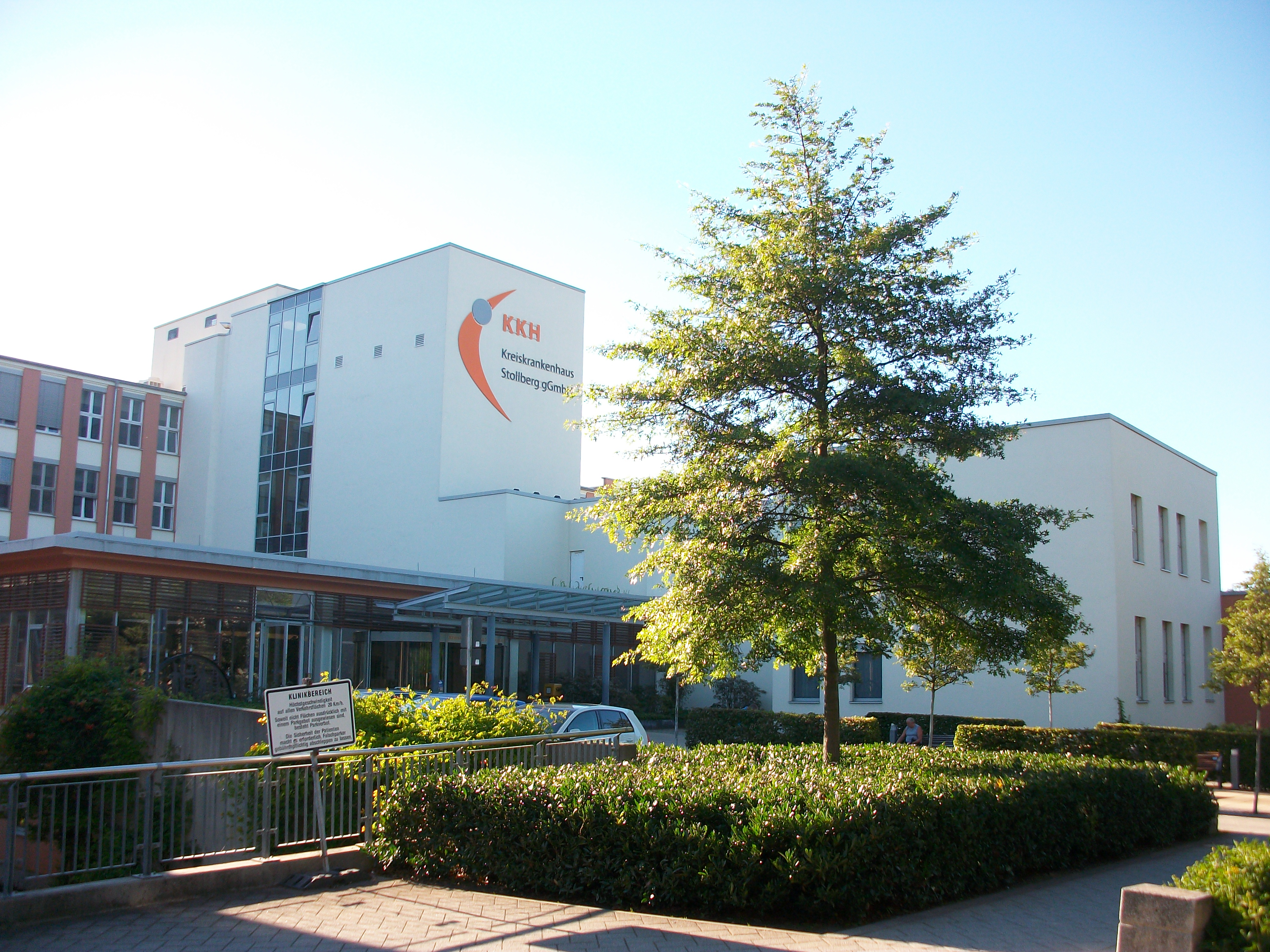
Krankenhaus Stollberg

Stollberg besitzt ein Kreiskrankenhaus, ein Gesundheitszentrum des Landkreises mit insgesamt 245 Betten.